# Reprezentacja Beninu w piłce ręcznej mężczyzn
Reprezentacja Beninu w piłce ręcznej mężczyzn – narodowy zespół piłkarzy ręcznych Beninu. Reprezentuje swój kraj w rozgrywkach międzynarodowych.

## Turnieje

### Udział wmistrzostwach Afryki
| Rok  | Wynik | Źródło |
| ---- | ----- | ------ |
| 1974 | –     |        |
| 1976 | –     |        |
| 1979 | –     |        |
| 1981 | –     |        |
| 1983 | –     |        |
| 1985 | –     |        |
| 1987 | –     |        |
| 1989 | –     |        |
| 1991 | –     |        |
| 1992 | –     |        |
| 1994 | –     |        |
| 1996 | 9.    |        |
| 1998 | –     |        |
| 2000 | –     |        |
| 2002 | –     |        |
| 2004 | –     |        |
| 2006 | –     |        |
| 2008 | –     |        |
| 2010 | –     |        |
| 2012 | –     |        |
| 2014 | –     |        |